# Tricornina
Tricornina is een geslacht van uitgestorven kreeftachtigen uit de klasse van de Ostracoda (mosselkreeftjes).

## Soorten
- Tricornina (Bicornina) podoliensis Pribyl, 1968 †
- Tricornina (Bicornina) prima (Jordan, 1964) Gruendel, 1966 †
- Tricornina (Bohemina) bilamellosa (Gruendel, 1963) Becker, 1993 †
- Tricornina (Bohemina) extrema (Blumenstengel, 1965) Becker, 1982 †
- Tricornina (Bohemina) gracilis (Rabien, 1954) Rabien, 1986 †
- Tricornina (Bohemina) leongracilis Becker, 1982 †
- Tricornina (Bohemina) paragracilis (Blumenstengel, 1965) Becker, 1982 †
- Tricornina (Bohemina) perscita Pribyl, 1988 †
- Tricornina (Bohemina) styliolata (Blumenstengel, 1965) Becker, 1982 †
- Tricornina (Bohemina) ziegleri Becker, 1988 †
- Tricornina (Groosina) ambigens Mikhailova, 1990 †
- Tricornina (Groosina) jahnkei (Groos-Uffenorde in Feist & Groos-Uffenorde, 1979) Mikhailova, 1990 †
- Tricornina (Ovornina) longispina (Blumenstengel, 1962) Becker, 1975 †
- Tricornina (Ovornina) ventrocerata (Blumenstengel, 1965) Becker, 1975 †
- Tricornina (Tricornina) advena Mikhailova, 1990 †
- Tricornina (Tricornina) prominens Becker & Sanchez De Posada, 1977 †
- Tricornina (Tricornina) sagittaformis (Blumenstengel, 1962) Becker & Sanchez De Posada, 1977 †
- Tricornina (Tricornina) venusta Zagora, 1967 †
- Tricornina anterospina Zagora, 1967 †
- Tricornina belua Becker, 1992 †
- Tricornina bergwerkswaldensis Schallreuter, 1995 †
- Tricornina carinata Becker & Sanchez De Posada, 1977 †
- Tricornina communis Blumenstengel, 1965 †
- Tricornina conocerata Blumenstengel, 1965 †
- Tricornina guttula Blumenstengel, 1962 †
- Tricornina longula Copeland, 1977 †
- Tricornina maccoyi Becker, 1990 †
- Tricornina navicula Boucek, 1936 †
- Tricornina prorata Stone & Berdan, 1984 †
- Tricornina robusticerata Blumenstengel, 1970 †
- Tricornina uralica Zenkova, 1977 †
- Tricornina venusta Zagora, 1967 †